# Místní rada (Izrael)
Místní rada (hebrejsky מועצה מקומית‎, mo'aca mekomit; anglicky local council) je jedním ze tří typů místních samospráv v Izraeli (dalšími dvěma jsou města a oblastní rady). K roku 2003 existovalo v Izraeli celkem 144 místních rad, tedy sídel dostatečně velkých, aby byly samostatnými municipalitami, zároveň však ne dostatečně na to, aby byly prohlášeny za města. Obecně se místní radou mohou stát všechna sídla nad 2000 obyvatel, kromě výjimečných případů, kdy je toto číslo překročeno kibucy.
Pravomoc rozhodnout, zdali se sídlo stane městem (městskou radou), má ministr vnitra. Od něj se očekává, že bude naslouchat mínění a přání obyvatel sídla v otázce, zda má sídlo zůstat místní radou i přesto, že splňuje kritéria pro povýšení na město (například Ramat ha-Šaron se stal městem až roku 2002, neboť jeho obyvatelé chtěli, aby si město zachovalo ráz maloměsta), či část oblastní rady, přestože již splňuje kritéria pro místní radu. Místní rady mají rovněž významnou roli při územním plánování.

## Seznam
- Abu Sinan
- Abu Goš
- Ajlabun
- Araba
- Ar'ara
- Ar'ara ba-Negev
- Azor
- Basma
- Basmat Tab'un
- Beer Ja'akov
- Bejt Dagan
- Bejt Džan
- Binjamina-Giv'at Ada
- Bir al-Maksur
- Bnej Ajiš
- Bnej Ajiš
- Bu'ejne-Nudžejdat
- Buk'ata
- Daburija
- Dejr Channa
- Džaldžulja
- Džisr az-Zarka
- Džiš
- Džudejda-Makr
- Džulis
- Ejn Kinije
- Ejn Mahil
- Fassuta
- Furejdis
- Gan Javne
- Gan Javne
- Ganej Tikva
- Gedera
- Gedera
- Ghadžar
- Chacor ha-Glilit
- Chevel Tefen (průmyslová místní rada)
- Chura
- Churfejš
- I'billin
- Iksal
- Ilut
- Jafa an-Naserija
- Januch-Džat
- Javne'el
- Jerucham
- Jesud ha-Ma'ala
- Jirka
- Ka'abija-Tabaš-Chadžadžra
- Kabul
- Kacir-Chariš
- Kacrin
- Kadima-Coran
- Kafr Jasif
- Kafr Kama
- Kafr Bara
- Kafr Kanna
- Kafr Kara
- Kafr Manda
- Kaukab Abu al-Hidža
- Keseifa
- Kfar Šmarjahu
- Kfar Tavor
- Kfar Vradim
- Kirjat Ekron
- Kirjat Ekron
- Kirjat Je'arim
- Kirjat Tiv'on
- Kisra-Sumej
- Kochav Jair
- Lakija
- Lehavim
- Ma'ale Iron
- Madždal Šams
- Maghar
- Mas'ade
- Mašhad
- Mazkeret Batja
- Mazkeret Batja
- Mazra'a
- Mejtar
- Metula
- Mevaseret Cijon
- Micpe Ramon
- Migdal
- Nachf
- Omer
- Pardes Chana-Karkur
- Peki'in
- Rama
- Ramat Jišaj
- Rechasim
- Rejne
- Roš Pina
- Sadžur
- Savijon
- Segev Šalom
- Ša'ab
- Šibli-Umm al-Ganam
- Šlomi
- Šoham
- Tel Ševa
- Tuba-Zangarija
- Tur'an
- Zarzir
- Zichron Ja'akov